# Koos van der Leeuw
Jacobus Johannes (Koos) van der Leeuw (Rotterdam, 26 augustus 1893 – Tanganyika, 23 augustus 1934) was een Nederlandse theosoof.

## Levensloop
Koos van der Leeuw, lid van de familie Van der Leeuw, werd op 26 augustus 1893 geboren te Rotterdam als zoon van Marius Adrianus Gabriël van der Leeuw sr. (1856-1923 en Madelaine van Dam (1868-1929). ). Vader was vennoot van de firma Erven de Wed. J. van Nelle, groothandel in koffie, thee en tabak, die in de voorafgaande periode had gerprofiteerd van de opbrengsten die in Nederlands-Indië werden behaald met landbouwproductie volgens het cultuurstelsel (dwangarbeid).
Koos en zijn broers Cees (Cornelis Hendrik van der Leeuw, 1890-1973) en Dick (Marius Adrianus Gabriël van der Leeuw, 1894-1936) stonden in Rotterdam bekend als "de sierbengels" vanwege hun moderne en luxe levensstijl. Van der Leeuw overleed op 23 augustus 1934 bij een vliegtuigongeluk in Tanganyika. Hij was ongehuwd en had geen kinderen.

## Opleiding
Nadat Van der Leeuw in 1910 zijn HBS-diploma had behaald, ging hij naar Keulen om er aan de handelshogeschool te studeren. Als snel verliet hij deze studie om in Leiden rechten te gaan studeren. Vanwege zijn wetenschappelijke aspiraties was al snel duidelijk dat Van der Leeuw niet in zijn vaders voetsporen zou treden bij Van Nelle. 

## Praktisch-Idealisten-Associatie
In zijn studententijd richtte Van der Leeuw de Nederlandse afdeling op van de Engelse Praktisch-Idealisten-Associatie (PIA), een jeugdbeweging die een geestelijke omslag wilde bewerkstelligen onder studenten. Net als Van der Leeuw kwamen veel leden van de  PIA uit zeer gegoede kringen. Een lid was de neef en enige erfgenaam van een miljonair, die lucifersfabrieken bezat, en een ander was directeur van de glasfabriek in Leerdam. Onder de leden van de PIA bevonden zich ook Adriaan Viruly en Kees Boeke. Binnen de organisatie van de PIA waren er alleen leiders en medewerkers. De plaatselijke leiders vertegenwoordigden hun afdeling in de raad der leiders, die door de Algemene Leider kon worden bijeen geroepen.

## Proefschrift
In 1920 promoveerde Van der Leeuw aan de universiteit Leiden met een proefschrift getiteld Historisch-Idealistische politiek. Hier wees Van der Leeuw op het belang van het leven in groepsverband om te komen tot een algehele sfeer van broederschap. Hij stelde dat uit het verloop van de geschiedenis de komst van een "gemeenschapsordening" met een algehele sfeer van broederschap aangenomen mocht worden. Gekomen moest worden tot "groepsverbanden" op alle terreinen van het maatschappelijk leven: in het huwelijk, het wonen, de inrichting van woonplaatsen, op economisch gebied, op de gebieden van religie, kunst, wetenschap, opvoeding enzovoort. Op al deze terreinen moest steeds de "beste" aangewezen worden als hoofd, die steeds weer de "beste" aanwijst voor het bestuur van grotere gemeenschappen, zodat er een trapsgewijze opklimming plaatsvindt tot het hoofd van de gehele gemeenschap totdat dit dan samengesteld is uit de "waarlijk besten". Hij verwachtte dat alleen zo "de geweldrevolutie" voorkomen kon worden.

## Theosofie
Van der Leeuw was een persoonlijke vriend van Jiddu Krishnamurti. Net als zijn broer Cees, was hij nauw betrokken bij de jaarlijkse Sterkampen in Ommen op het landgoed Eerde van Philip baron van Pallandt waar Krishnamurti de Orde van de Ster in het Oosten had gevestigd. In 1924 ging Koos naar Australië voor een occulte opleiding bij C.W. Leadbeater, die zich toen in Sydney bezighield met het geestelijk begeleiden van jonge mensen. Koos werd priester in de Vrij-katholieke Kerk en penningmeester van de Manor, de villa van de theosofische gemeenschap in Sidney. Daar richtte hij ook de King Arthur's School voor jongens op. Terug in Nederland werd hij in 1930 gekozen tot voorzitter van de Nederlandse Afdeling van de Theosophical Society, welke functie hij uitoefende tot 1931. Hij werd in die tijd vooral bekend met zijn lezing Revelation or Realisation, the conflict in theosophy welke hij uitsprak voor de Federatie van Theosofische Loges in Londen op 15 juni 1930, voor de Nederlandse conventie op 21 juni 1930 en voor het congres van de Europese Federatie in Geneve op 30 juni 1930. In deze lezing verdedigde hij Krishnamurti die in 1929 de Orde van de Ster had opgeheven.

## Wereldburger
Begin jaren dertig reisde Van der Leeuw de wereld rond om zijn sociaal-wetenschappelijke en filosofische ideeën uiteen te zetten.  Deze waren grotendeels gewijd aan zijn wens om een nieuwe wereldorde te creëren. Hij was lid geworden van de in Londen gevestigde New Commonwealth, die zich inzette om een nieuwe wereldautoriteit te creëren om de internationale orde en wereldvrede te handhaven. Daarnaast hield hij zich bezig met opvoeding en onderwijs. Van der Leeuw woonde in Londen, maar was in 1933 regelmatig in Wenen waar hij in analyse was bij Sigmund Freud. Freud noemde Van der Leeuw een eminent scolar. Van der Leeuw had in september 1933 zijn vliegbrevet gehaald. In 1934 werd hij uitgenodigd  door The New Education Fellowship om een lezing te geven op een conferentie in Johannesburg, Zuid-Afrika. Speciaal voor deze reis kocht Van der Leeuw een De Havilland Leopard Moth (GA-CCLX). Op de terugweg van de South African Education Conference zou Van der Leeuw op 23 augustus 1934 boven Tanganyika tegen een berg vliegen. Zijn dood kreeg veel aandacht van de pers, binnen en buiten Nederland.

## Werken
Van der Leeuw publiceerde verschillende theosofische en andere geschriften, waaronder:
- Historisch-Idealistische politiek (1920)
- Het praktisch idealisme en de P.I.A. (1920)
- The Fire of Creation (1926), waarvoor hij de Subba Row Medal ontving
- Gods in Exile (1926)
- Dramatic History of Christian Faith. From the beginning to the death of St. Augustine (1927)
- The Conquest of illusion (1928)
- Revelation or Realisation, the conflict in theosophy (Lezing, 1930)
- The Task of Education in a World Crisis (1933)
- Why a world police force is inevitable (1934)
- Wij kunnen de oorlog uitbannen! Een krachtige stellingname boven de oorlogsgedachte uit (postuum uitgegeven in 1950, co-auteur is Adriaan Viruly)

1. ↑  Cornelis Oostwal: Opkomst van de jeugdbeweging en vernieuwing van het onderwijs. (gearchiveerd)